# ماريو توكتش
ماريو توكتش (بالكرواتية: Mario Tokić)‏ (مواليد 23 يوليو 1975) هو لاعب كرة قدم. يلعب مع منتخب كرواتيا لكرة القدم. سبق له أن لعب في كأس العالم لكرة القدم مع منتخب بلاده.

## روابط خارجية
- ماريو توكتش على موقع الاتحاد الدولي (مؤرشف)  (الإنجليزية)
- ماريو توكتش على موقع اتحاد كرواتيا (الكرواتية)
- ماريو توكتش على موقع قاعدة بيانات كرة القدم.إي يو (الإنجليزية)
- ماريو توكتش على موقع ناشيونال فوتبول تيمز (الإنجليزية)
- ماريو توكتش على موقع Soccerway.com (الإنجليزية)
- ماريو توكتش على موقع عالم كرة القدم.نت (الإنجليزية)